# Гентий
Гентий (Гентус из Иллирии; II век до н. э.) — последний царь Иллирии.
Его столицей был город Скодра. После объявления далматинцами своей независимости в 180 году до н. э. начал широкомасштабные пиратские действия против торгового судоходства в Эгейском море. В 171 году до н. э. заключил союз с Римом против Македонии, но уже в 169 году до н. э. перешёл на сторону царя Персея и начал активные действия против Рима, особенно на море.
Ему удалось разбить два римских легиона, взять штурмом и разрушить города Аполлония и Диррахий, находившиеся под властью Рима.
Гентий был разбит под стенами своей столицы претором Луцием Аницием Галлом и в следующем году приведён в Рим как пленник для участия в триумфе, после которого был сослан в Игувиум.

## В нумизматике

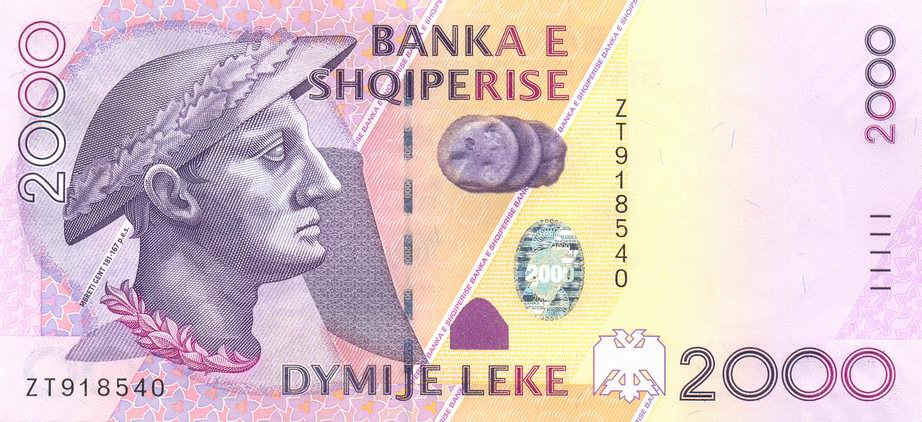

- Гентий изображен на албанской монете номиналом 50 леков образца 1995 г. и купюре номиналом 2000 леков образца 2008 г.